# Johan Gustaf Wæström
Johan Gustaf Wæström (Wästström), född på 1750- eller 1760-talet troligen i Landskrona, död efter 1807, var en svensk målare.
Wæström härstammade från en hantverkarsläkt i Landskrona och omtalas i äldre källor som porträtt- historiemålare. Han hävdade själv att han var elev till Jens Juel i Köpenhamn. Omkring 1780 vistades han i Skåne och utförde ett stort antal porträtt av präster, borgmästare och adelspersoner. Han ansökte 1788 om ett pass till Stralsund där han utförde ett antal porträtt av militärer där det sista porträttet är daterat 1807. Man känner till ett femtontal porträtt utförda mellan 1780 och 1807 som man med hjälp av signering kan knytas till Wæström och av stilistiska skäl har ytterligare ett tiotal porträtt osignerade attribueras till honom. För Knutsgillets sal i Ystad målade han en bild av Knut den helige och 1780 utförde han några målningsarbeten i Riseberga kyrka. Han porträtt av den tyske diktaren L.G.T. Kosegarten och Albertina Kosegarten graverade av H Lips 1798 och återutgavs i tryck. Han uppges även ha utfört ett antal dekorationer på det forna Marsvinsholm i Skåne. Wæström är representerad vid Nordiska museet och Porträttsamlingen på Gripsholm. Han förekommer i några tyska uppslagsverk under det felaktiga namnet Jany Westöm.